# Pargny-la-Dhuys
Pargny-la-Dhuys é uma comuna francesa na região administrativa de Altos da França, no departamento de Aisne. Estende-se por uma área de 12,66 km². Em 2010 a comuna tinha 174 habitantes (densidade: 13,7 hab./km²).